# María del Carmen Concepción González
María del Carmen Concepción González (* 15. September 1957) ist eine kubanische Politikerin der Kommunistischen Partei Kubas PCC (Partido Comunista de Cuba), die seit 2009 Ministerin für die Ernährungsindustrie im Ministerrat Kubas ist.

## Leben
María del Carmen Concepción González absolvierte nach dem Schulbesuch ein Studium, das sie mit einem Lizenziat der Geschichtswissenschaften sowie Sozialwissenschaften (Licenciada en Historia y Ciencias Sociales) abschloss. 1972 begann sie ihre berufliche Laufbahn als Büroangestellte in einer Geflügelfarm in Baraguá und war später Lehrerin an einer Grundschule. 1987 wurde sie Mitglied des Parteikomitees sowie des Büros des Parteikomitees der PCC von Consolación del Sur und war danach zwischen 1990 und 1994 Erste Sekretärin des Parteikomitees der PCC von Consolación del Sur, ehe sie zwischen 1994 und 2006 als erste Frau Erste Sekretärin des Parteikomitees der PCC der Provinz Pinar del Río war.
María del Carmen Concepción González, die auch Mitglied des Zentralkomitees (ZK) der PCC sowie Mitglied der Nationalversammlung der Volksmacht (Asamblea Nacional del Poder Popular) ist, wurde 2006 Mitglied des Sekretariats des ZK. Im März 2009 löste sie im Rahmen einer umfangreichen Regierungsumbildung Alejandro Roca Iglesias als Ministerin für die Ernährungsindustrie (Ministra de la Industria Alimentaria) im Ministerrat Kubas ab.